# 伊萊拉省
14°27′36″N 5°14′24″E / 14.46000°N 5.24000°E

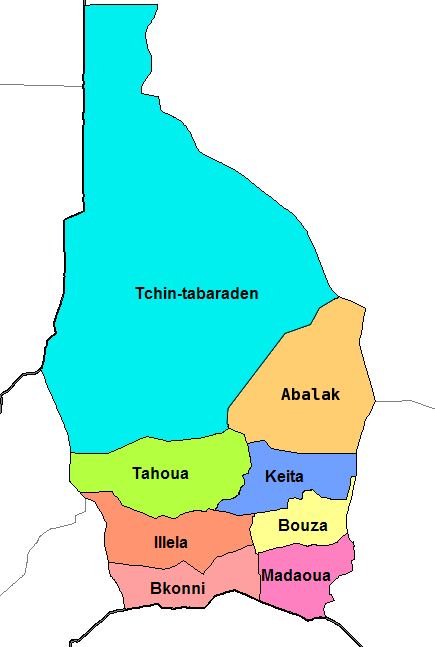

伊萊拉省（法語：Illéla），是尼日爾的省份，位於該國西部，由塔瓦大區負責管轄，北面是塔瓦省，面積6,933平方公里，2011年人口366,704，人口密度每平方公里52.9人。